# Cloruro de nitrosilo
El cloruro de nitrosilo es un compuesto químico cuya fórmula es NOCl. Es un gas amarillo que suele encontrarse como componente del agua regia, una mezcla de tres partes de ácido clorhídrico concentrado y una parte de ácido nítrico concentrado. Es un fuerte electrófilo y agente oxidante. A veces se le llama reactivo de Tilden, en honor a William A. Tilden, que fue el primero en producirlo como un compuesto puro.

## Estructura y síntesis
El N es el átomo central de la molécula. Tiene hibridación sp2 y forma un doble enlace con el O y un enlace simple con el Cl.
Se ha determinado mediante estudios de difracción de electrones que las distancias de enlace son 1.14 Å (N=O) y 1.95 Å (N-Cl), así como el ángulo de enlace de 116º. Estos datos evidencian que el NOCl presenta resonancia entre la forma covalente normal y la forma iónica Cl- NO+. La elevada energía total de los enlaces de esta molécula refuerza esta teoría.
Este compuesto se descompone parcialmente por efecto de la luz visible, y presenta bandas fuertes en su espectro de absorción por debajo de los 530 nm. No se detecta su estructura fina mediante medidas espectroscópicas.
El cloruro de nitrosilo se puede sintetizar a partir de numerosas reacciones.
Agua regia
El agua regia es un compuesto formado por ácido nítrico y ácido clorhídrico. El equilibrio de la reacción de formación es el siguiente:
- HNO3 + 3 HCl ⇄ NOCl + Cl2 + 2 H2O

El interés del agua regia reside en que es uno de los pocos compuestos capaces de disolver metales nobles, como el oro. El HN03 oxida el oro y a continuación se forma [AuCl4]-, que es un ion complejo estable. Cabe destacar que el Au no se disuelve con HNO3 o con HCl aislados.
La deshidratación del HNO2 también genera NOCl.
Cloruros metálicos
El NOCl se puede sintetizar a partir de cloruros metálicos como el NaCl.
- 3 NaCl + 4 HN03 → 3 NaN03 + Cl2 + NOCl + 2 H20

También se produce NOCl a partir de ácido nítrico con otros muchos cloruros, como el cloruro de potasio (KCl), el cloruro de amonio (NH4Cl) o el cloruro de titanio (III) (TiCl3).
Es posible obtener cloruro de nitrosilo a partir de cloruro de sodio en suspensión en el aire (hidratado o seco) y dióxido de nitrógeno:
- 2 NO2 (g) + NaCl (s) → NaNO3 (s) + NOCl (g)

Esta reacción es especialmente relevante en lugares con contaminación por NO2 como las grandes ciudades.
Cloro molecular
Se puede obtener cloruro de nitrosilo en la reacción de cloro molecular con dióxido de nitrógeno
- 2 NO + Cl2 → 2 NOCl

Esta reacción se puede catalizar con compuestos como carbón activado o aluminio.
Nitritos
Los nitritos de alquilo pueden reaccionar con cloruro de hidrógeno y dar, entre otros productos, NOCl. Esta reacción es de especial importancia porque permite sintetizar NOCl in situ para su utilización en otras reacciones de interés, como la transformación de dimetilanilina en nitrosodimetilanilina. Este compuesto se emplea como fertilizante, así como en la industria textil
También se sintetiza cloruro de nitrosilo aplicando altas temperaturas a mezclas de cloruro de aluminio y nitrito de sodio.
Reacción de Tilden
Tilden, que da nombre al NOCl, lo sintetizó a partir de cloruro de sodio seco (NaCl) y ácido nitrosilsulfúrico. Esta reacción se emplea actualmente para obtener NOCl industrialmente.

## Reacciones
El NOCl se comporta como un electrófilo y un oxidante en la mayoría de sus reacciones. Con aceptores halogenados, como por ejemplo el pentacloruro de antimonio, da lugar a las sales de nitrosonio:
NOCl + SbCl5 → [NO]+[SbCl6]−
En otra reacción similar, el ácido sulfúrico produce ácido nitrosilsulfúrico, un anhídrido ácido mixto de los ácidos nitroso y sulfúrico:
ClNO + H2SO4 → ONHSO4 + HCl
El NOCl reacciona con el tiocianato de plata para formar cloruro de plata y el pseudohalógeno nitrosil tiocianato:
ClNO + AgSCN → AgCl + ONSCN
Del mismo modo, también reacciona con el cianuro de plata para dar cianuro de nitrosilo.
El cloruro de nitrosilo se usa para preparar complejos metálicos de nitrosilo. Con el hexacarbonilo de molibdeno, el NOCl produce el complejo dinitrosildicloruro:
Mo(CO)6 + 2 NOCl → MoCl2(NO)2 + 6 CO
Disuelve el platino:
Pt + 6 NOCl → (NO+)2[PtCl6]2- + 4 NO

### Aplicaciones en la síntesis orgánica
Además de su papel en la producción de caprolactama, el NOCl encuentra otros usos en la síntesis orgánica. Se añade a los alquenos para proporcionar α-cloro oximas. La adición de NOCl sigue las reglas de Markovnikov. El NOCl, uniéndose con etenona también puede dar derivados del nitrosilo.
H2C=C=O + NOCl → ONCH2C(O)Cl
Los epóxidos reaccionan con NOCl para dar derivados de α-cloronitritoalquilo. En el caso del óxido de propileno, la adición ocurre con alta regioquímica.
Convierte las amidas en derivados N-nitroso. El NOCl convierte algunas aminas cíclicas en los alquenos. Por ejemplo, la aziridina reacciona con NOCl para dar etileno, óxido nitroso y cloruro de hidrógeno

## Aplicaciones industriales[13][14]
En primer lugar, cabe destacar el gran poder oxidante de este compuesto, que le dotará de una gran reactividad; sin embargo cabe destacar su gran toxicidad, por lo tanto su uso debe ser regulado:
- Como ya se ha descrito, el NOCl forma parte del agua regia,[15] compuesto que puede disolver metales nobles, que constan de muy poca reactividad. A lo largo de la historia se ha hecho uso de esta mezcla, por ejemplo, durante la Segunda Guerra Mundial varios premios Nobel, con miedo de que el régimen nazi confiscara sus premios los disolvieron en agua regia, y tras el paso de la guerra recuperaron este oro disuelto y acuñaron las medallas de nuevo.
- También tiene usos en la empresa farmacéutica como agente para de cloración para moléculas farmacológicamente activas, ya que por acción de la luz UV la molécula se rompe dando lugar a Cl-.
- Tratamientos de aguas: El proceso de cloración que ya se ha explicado anteriormente también sirve para desinfectar el agua de microorganismos patógenos y bacterias. Ya que este compuesto derivado del cloro es muy oxidante, tiene la capacidad de garantizar la calidad del agua.
- Minería: Como ya se ha explicado anteriormente, cuando el NOCl forma parte del agua regia es capaz de disolver metales regios como el oro o el platino, por lo tanto facilita la extracción de estos metales en el ámbito de la minería.

## Seguridad
El cloruro de nitrosilo es muy tóxico e irritante para los pulmones, los ojos y la piel.